# Edgar Tinelmuseum
Het  Edgar Tinelmuseum is een museum in de tot de Oost-Vlaamse gemeente Sint-Niklaas behorende plaats Sinaai, gelegen aan de Edgard Tinelstraat 33. Het museum is gewijd aan de in Sinaai geboren musicus Edgar Tinel en het is gevestigd in zijn geboortehuis dat uit de 19e eeuw stamt.
In 1931 werden te Sinaai de Tinelfeesten gehouden en werd een grafmonument voor deze musicus ingehuldigd. Ook waren toen al diverse zaken verzameld die een voorlopig museum zouden kunnen vormen. Vanaf 1963 kon een permanente tentoonstelling worden ingericht, en het huidige museum werd in 1992 ingericht op de eerste verdieping van het geboortehuis van Tinel.
Naast een museum beheert het Tinelcomité ook een archief.